# أوسكار لوتون ويلكيرسون
أوسكار لوتون ويلكيرسون (بالإنجليزية: Oscar Lawton Wilkerson) هو طيار أمريكي، ولد في 9 فبراير 1926 في شيكاغو هايتس في الولايات المتحدة.